# Francesc X. Puig Rovira
Francesc X. Puig Rovira (Vilanova i la Geltrú, Garraf, 30 d'abril de 1934 - Vilanova i la Geltrú, Garraf, 27 d'octubre de 2024) fou un escriptor, professor i historiador català, doctor enginyer industrial per la Universitat Politècnica de Catalunya (1960). Que treballà en els camps de l'ensenyament tècnic i de la gestió universitària, com a professor i com a gerent de la Universitat esmentada. En paral·lel, va desenvolupar una labor extensa com a estudiós de la història de l'art i monogràficament de diversos artistes catalans del segle xx, i també es dedicà a l'estudi de la història de la seva localitat natal: Vilanova i la Geltrú.

## Obra publicada
- La industria villanovesa ante el futuro. Villanueva y Geltrú: [s.n.], 1963
- Análisis demográfico de Villanueva i Geltrú. Vilanova i la Geltrú: [s.n.], 1964
- La industria en la economía de Villanueva. Villanueva y Geltrú: [s.n.], 1965
- Vilafranca i Vilanova: breu assaig sobre dues evolucions convergents. Barcelona: [s. n.], 1976
- Els Serra i la ceràmica d'art a Catalunya. Barcelona: Selecta, DL 1978
- Jaume Pla. Una trajectòria artística. Barcelona: Edicions de la Rosa Vera, 1983
- El Govern municipal de Vilanova: 1900-1923. Vilanova i la Geltrú: Ajuntament de Vilanova i la Geltrú, 1989
- Josep F. Ràfols: escriptor. Vilafranca del Penedès: l'autor, 1989
- Budesca, una trajectòria artística: sala d'exposicions de la Plaça de Sant Joan: Lleida, del 5 d'octubre al 2 de novembre de 1994. Lleida: l'Ajuntament, 1994
- Vilanova: 1936/1939: el govern municipal i altres aspectes. Vilanova i la Geltrú: Institut d'Estudis Penedesencs, 1994
- Albert Virella i Bloda: bibliografia 1934-1995. Vilanova i la Geltrú: l'Ajuntament, DL 1995
- Teodor Creus i Corominas: dos assaigs. Vilanova i la Geltrú: Consell Comarcal del Garraf, 1996
- L'Entesa per Cubelles: una experiència de democràcia local. Cubelles: Ajuntament de Cubelles ; Vilanova i la Geltrú: Institut d'Estudis Penedesencs, 1998
- Amadeu Hurtado i Miró: 1875-1950. Vilanova i la Geltrú: Ajuntament de Vilanova i la Geltrú, 1999
- Josep F. Ràfols: 1889-1965. Vilanova i la Geltrú: Organisme Autònom Biblioteca Museu V. Balaguer, DL 2000
- Josep Pers i Ricart : 1829-1855. Vilanova i la Geltrú: Ajuntament de Vilanova i la Geltrú, 2000
- Diccionari biogràfic de Vilanova i la Geltrú: dones i homes que han fet història. Vilanova i la Geltrú: Ajuntament de Vilanova i la Geltrú, 2003
- Jordi Puig-La Calle i Cusí: 1925-2002. Vilanova i la Geltrú: Ajuntament de Vilanova i la Geltrú, 2003
- Vilanova i la Geltrú, 1936-1939: Guerra civil, revolució i ordre social. Barcelona: Abadia de Montserrat, 2005
- Damià Torrents: 1883-1965: memòria d'un escultor. Vilanova i la Geltrú: Organisme Autònom Biblioteca Museu Víctor Balaguer, 2008
- Josep Joan Llorens Domingo: 1938-2008. Vilanova i la Geltrú: Ajuntament de Vilanova i la Geltrú, 2011
- El Celler de Viticultors de Vilanova i la Geltrú (1962-2012): dels antecedents remots a l'actualitat. Vilanova i la Geltrú: Celler de Viticultors, 2012
- Pau Roig i Estradé 1914-1994: centenari del naixement. Vilanova i la Geltrú: Ajuntament de Vilanova i la Geltrú, cop. 2014
- Bibliofilia y amistad : Juan José Gómez-Fontecha y Jaume Pla. Correspondencia (1975-2002). Lleida: Editorial Milenio, 2014

## Premis
- Medalla de la Ciutat de Vilanova i la Geltrú (2014)[3]